# Střední Sulawesi
Střední Sulawesi (indonésky Sulawesi Tengah) je jedna z provincií Indonésie. Rozkládá se převážně v centrální části ostrova Sulawesi, k jejímu území patří i řada blízkých ostrovů, například souostroví Banggai. Hustota zalidnění lehce přesahuje 30 obyv./km². Oblast patří k hospodářsky slabým regionům Indonésie.
Hlavním a největším městem je Palu s 280 000 obyvateli. Oblast má pestré národnostní složení.
Velkou část území zaujímají hory. Část této členité krajiny s řadou endemických druhů chrání Národní park Lore Lindu. V parku se nachází i nejvyšší vrchol provincie, Nokilalaki.
Provincie Střední Sulawesi sousedí na jihu s provinciemi Západní, Jižní a Jihovýchodní Sulawesi, na severu s provincií Gorontalo.